# Stöld (film)
Stöld är en svensk dramafilm från 2024. Filmen är regisserad av Elle Márjá Eira, med manus skrivet av Peter Birro. Den är baserad på Ann-Helén Laestadius roman med samma namn. Inspelningarna av filmen påbörjades under våren 2023 i Vittangi och Soppero.
Filmen hade premiärvisning i början av april 2024 i Kiruna och Stockholm. Den fick sedan premiär på streamingtjänsten Netflix den 12 april samma år.

## Rollista
- Elin Kristina Oskal – Elsa[6]
- Martin Wallström – Robert[10]
- Lars-Ánte Wasara – Mattias[8]
- Niilá Omma – Håkan Labba[10]
- Inghilda Tapio – Ahkku[10]
- Magnus Kuhmunen – Nils Johan[10]
- Anton Raukola – Kommunpolitiker[10]
- Ida Persson Labba
- Pávva Pittja
- Simon Marainen
- Anne Lajla Westerfjell Kalstad

## Mottagande
Stöld har fått blandade recensioner. Aftonbladets Karolina Fjellborg gav filmen 3 av 5 plus, och skrev bland annat att "Miljöerna är undersköna, atmosfären övertygande och skådespeleriet fint, men manusförfattaren Peter Birro har behövt komprimera många trådar och en komplicerad problematik, och bitvis känns det som att berättelsen genar lite". Mattias Blomberg på Moviezine ger filmen samma betyg, och lyfter särskilt fram skådespelarnas prestationer. "Oskal imponerar i rollen som kraftfull och orädd protagonist i vuxen ålder. Risten-Alida Siri Skum är sensationellt uttrycksfull som flickan Elsa." "Martin Wallström har tydligt visat att han kan spela karaktärer med en farlig sida. Guldbaggar vore på sin plats till alla tre och alla andra är enormt trovärdiga".